# 伊藤正信
伊藤 正信（いとう まさのぶ、1947年8月7日 - ）は、岐阜県出身の元プロ野球選手（投手）。右投右打。

## 来歴・人物
岐阜・中京高では、エース千藤和久の控え投手だった。3年次の1965年は夏の甲子園予選三岐大会準決勝まで進むが、海星高に敗退し、甲子園出場を逸する。この試合では千藤をリリーフし登板。
高校卒業後は、社会人野球の富士重工業へ進む。ここでも皆川康夫や野崎恒男ら好投手が在籍し、控え投手にとどまる。1972年には、日立製作所の補強選手として都市対抗野球に出場。しかし高田新次、佐藤博が投手陣の主軸となり、登板機会はなかった。
1972年、プロ野球ドラフト会議で南海ホークスからドラフト2位指名を受け入団。
一軍公式戦出場のないまま、1974年限りで現役を引退。

## 詳細情報

### 年度別投手成績
- 一軍公式戦出場なし

### 背番号
- 29 （1973年 - 1974年）